# El Salto
El Salto és un diari d'actualitat, recerca, debat i anàlisi amb format diari web i revista mensual en paper editat a Espanya. És un mitjà d'informació independent fundat en 2017 a partir de la convergència de diverses desenes de mitjans de comunicació. Va sorgir en 2016 per iniciativa del periòdic Diagonal amb la finalitat de cooperar amb altres mitjans espanyols de comunicació crítica i independent. L'1 de març de 2017 va llançar el seu primer número en paper.
El diari compta amb una edició impresa de tiratge nacional. A més en algunes autonomies espanyoles incorpora continguts regionals redactats per mitjans locals associats. Les edicions regionals s'editen a Andalusia, Aragó, Galícia (O Salto), La Rioja, Navarra (Hordago) i València.